# Medio Cupón
Medio Cupón es un programa venezolano, en donde se le rinde un tributo a los 50 años de la "Radio Rochela". Es transmito todos los viernes a las 7:00pm por RCTV Mundo.

## Sinopsis
Con la celebración de sus 50 años, la “Radio Rochela” a finales del 2009 RCTV creó un ciclo de programas especiales denominado “Medio Cupón”, en homenaje “a quienes con su trabajo y profesionalismo han sabido darle una mirada de humor a las más diversas situaciones del acontecer nacional e internacional”.
"Será un ciclo de 15 programas en los que se recordarán los sketches y personajes así como a los compañeros que forman parte de esta historia", comentó Norah Suárez, quien además quiso agradecer a Globovisión por llevar parte del Miss Chocozuela a quienes no tienen acceso a la TV por cable.

## Producción
- Titular de Derechos de Autor de la obra original - Radio Caracas Televisión C.A.
- Producida por - Radio Caracas Televisión C.A.
- Vice-Presidente de Dramáticos, Humor y Variedades RCTV Radio Caracas Televisión C.A. - José Simón Escalona.